# París-Niza 2010
La 68ª edición de la París-Niza se disputó entre el 7 y el 14 de marzo de 2010, con un total de 1230,5 km. 
Formó parte de las Carreras Históricas del UCI World Ranking 2010.
El ganador final fue por segunda vez Alberto Contador. Le acompañaron en el podio Luis León Sánchez y Roman Kreuziger, respectivamente. En principio Alejandro Valverde obtuvo el segundo puesto hasta que se comunicó su sanción (ver sección Alejandro Valverde y la Operación Puerto) por lo que su puesto pasó al siguiente clasificado.
En las clasificaciones secundarias se impusieron Amaël Moinard (montaña), Peter Sagan (puntos), Roman Kreuziger  (jóvenes) y Ag2r-La Mondiale (equipos).

## Equipos participantes
Tomaron parte en la carrera 22 equipos: todos los de categoría UCI ProTour (excepto el Team Milram y el Footon-Servetto); más 6 de categoría Profesional Continental mediante invitación de la organización (Bbox Bouygues Telecom, Cervélo Test Team, Cofidis, le Crédit en Ligne, Saur-Sojasun, Skil-Shimano y Vacansoleil Pro Cycling Team). Formando así un pelotón de 176 ciclistas, con 8 corredores cada equipo, de los que acabaron 97; con 96 clasificados tras la desclasificación de Alejandro Valverde (ver sección Alejandro Valverde y la Operación Puerto). Los equipos participantes fueron:
| ProTeams (16)- Caisse d'Épargne - Saxo Bank - Quick Step - Astana - HTC-Columbia - Liquigas-Doimo - Omega Pharma-Lotto - La Française des jeux - Rabobank - Team RadioShack - AG2R La Mondiale - Garmin-Transitions - Euskaltel-Euskadi - Lampre-Farnese Vini - Katusha - Sky Equipos continentales profesionales (6)- Cervélo TestTeam - Bbox Bouygues Télécom - Cofidis, le Crédit en Ligne - Vacansoleil - Saur-Sojasun - Skil-Shimano |
| |

## Etapas
| Etapa     | Fecha     | Recorrido                              | type                    | Distancia (km) | Ganador           | Líder            |
| --------- | --------- | -------------------------------------- | ----------------------- | -------------- | ----------------- | ---------------- |
| Prólogo   | 7 de mar  | Montfort-l'Amaury – Montfort-l'Amaury  | contrarreloj individual | 8              | Lars Boom         | Lars Boom        |
| 1.ª etapa | 8 de mar  | Saint-Arnoult-en-Yvelines – Contres    | etapa llana             | 201,5          | Gregory Henderson | Lars Boom        |
| 2.ª etapa | 9 de mar  | Contres – Limoges                      | etapa llana             | 203,5          | William Bonnet    | Lars Boom        |
| 3.ª etapa | 10 de mar | Saint-Junien – Aurillac                | etapa llana             | 155            | Peter Sagan       | Jens Voigt       |
| 4.ª etapa | 11 de mar | Aurillac – Aurillac                    | etapa de media montaña  | 208            | Alberto Contador  | Alberto Contador |
| 5.ª etapa | 12 de mar | Pernes-les-Fontaines – Aix-en-Provence | etapa llana             | 153,5          | Peter Sagan       | Alberto Contador |
| 6.ª etapa | 13 de mar | Peynier – Tourrettes-sur-Loup          | etapa de media montaña  | 220            | Xavi Tondo        | Alberto Contador |
| 7.ª etapa | 14 de mar | Niza – Niza                            | etapa de media montaña  | 119            | Amaël Moinard     | Alberto Contador |

## Clasificaciones Finales

### Prólogo
| Montfort-l'Amaury - Montfort-l'Amaury | contrarreloj individual | (8 km) |

| \| Clasificación de la etapa \| Clasificación de la etapa \| Clasificación de la etapa \| Clasificación de la etapa \| Clasificación de la etapa \| \| Ciclista \| Ciclista \| Equipo \| Tiempo \| \| \| ------------------------- \| ------------------------- \| ------------------------- \| ------------------------- \| ------------------------- \| \| 1.º \| Lars Boom \| Rabobank \| 10 min 56 s \| \| \| 2.º \| Jens Voigt \| Saxo Bank \| + 3 s \| \| \| 3.º \| Levi Leipheimer \| Team RadioShack \| + 6 s \| \| \| 4.º \| Alberto Contador \| Astana \| + 6 s \| \| \| 5.º \| Peter Sagan \| Liquigas-Doimo \| + 10 s \| \| \| 6.º \| Xavi Tondo \| Cervélo TestTeam \| + 10 s \| \| \| 7.º \| David Millar \| Garmin-Transitions \| + 11 s \| \| \| 8.º \| Luis León Sánchez \| Caisse d'Épargne \| + 12 s \| \| \| 9.º \| Roman Kreuziger \| Liquigas-Doimo \| + 13 s \| \| \| 10.º \| Samuel Sánchez \| Euskaltel-Euskadi \| + 15 s \| \| |                   |                    |             |
| |                   |                    |             |
| |                   |                    |             |
| Clasificación de la etapa |                   |                    |             |
| Ciclista | Ciclista          | Equipo             | Tiempo      |
| 1.º | Lars Boom         | Rabobank           | 10 min 56 s |
| 2.º | Jens Voigt        | Saxo Bank          | + 3 s       |
| 3.º | Levi Leipheimer   | Team RadioShack    | + 6 s       |
| 4.º | Alberto Contador  | Astana             | + 6 s       |
| 5.º | Peter Sagan       | Liquigas-Doimo     | + 10 s      |
| 6.º | Xavi Tondo        | Cervélo TestTeam   | + 10 s      |
| 7.º | David Millar      | Garmin-Transitions | + 11 s      |
| 8.º | Luis León Sánchez | Caisse d'Épargne   | + 12 s      |
| 9.º | Roman Kreuziger   | Liquigas-Doimo     | + 13 s      |
| 10.º | Samuel Sánchez    | Euskaltel-Euskadi  | + 15 s      |

| \| Clasificación general \| Clasificación general \| Clasificación general \| Clasificación general \| Clasificación general \| \| Ciclista \| Ciclista \| Equipo \| Tiempo \| \| \| --------------------- \| --------------------- \| --------------------- \| --------------------- \| --------------------- \| \| 1.º \| Lars Boom \| Rabobank \| 10 min 56 s \| \| \| 2.º \| Jens Voigt \| Saxo Bank \| + 3 s \| \| \| 3.º \| Levi Leipheimer \| Team RadioShack \| + 6 s \| \| \| 4.º \| Alberto Contador \| Astana \| + 6 s \| \| \| 5.º \| Peter Sagan \| Liquigas-Doimo \| + 10 s \| \| \| 6.º \| Xavi Tondo \| Cervélo TestTeam \| + 10 s \| \| \| 7.º \| David Millar \| Garmin-Transitions \| + 11 s \| \| \| 8.º \| Luis León Sánchez \| Caisse d'Épargne \| + 12 s \| \| \| 9.º \| Roman Kreuziger \| Liquigas-Doimo \| + 13 s \| \| \| 10.º \| Samuel Sánchez \| Euskaltel-Euskadi \| + 15 s \| \| |                   |                    |             |
| |                   |                    |             |
| |                   |                    |             |
| Clasificación general |                   |                    |             |
| Ciclista | Ciclista          | Equipo             | Tiempo      |
| 1.º | Lars Boom         | Rabobank           | 10 min 56 s |
| 2.º | Jens Voigt        | Saxo Bank          | + 3 s       |
| 3.º | Levi Leipheimer   | Team RadioShack    | + 6 s       |
| 4.º | Alberto Contador  | Astana             | + 6 s       |
| 5.º | Peter Sagan       | Liquigas-Doimo     | + 10 s      |
| 6.º | Xavi Tondo        | Cervélo TestTeam   | + 10 s      |
| 7.º | David Millar      | Garmin-Transitions | + 11 s      |
| 8.º | Luis León Sánchez | Caisse d'Épargne   | + 12 s      |
| 9.º | Roman Kreuziger   | Liquigas-Doimo     | + 13 s      |
| 10.º | Samuel Sánchez    | Euskaltel-Euskadi  | + 15 s      |

### Etapa 1
| Saint-Arnoult-en-Yvelines - Contres | etapa llana | (201,5 km) |

| \| Clasificación de la etapa \| Clasificación de la etapa \| Clasificación de la etapa \| Clasificación de la etapa \| Clasificación de la etapa \| \| Ciclista \| Ciclista \| Equipo \| Tiempo \| \| \| ------------------------- \| ------------------------- \| ------------------------- \| ------------------------- \| ------------------------- \| \| 1.º \| Gregory Henderson \| Team Sky \| 4 h 22 min 17 s \| \| \| 2.º \| Grega Bole \| Lampre-Farnese Vini \| + 0 s \| \| \| 3.º \| Jérémie Galland \| Saur-Sojasun \| + 0 s \| \| \| 4.º \| Aleksandr Kolobnev \| Katusha \| + 0 s \| \| \| 5.º \| Alejandro Valverde \| Caisse d'Épargne \| DES \| \| \| 5.º \| Nicolas Roche \| AG2R La Mondiale \| + 0 s \| \| \| 6.º \| Jens Voigt \| Saxo Bank \| + 0 s \| \| \| 7.º \| Marco Marcato \| Vacansoleil \| + 0 s \| \| \| 8.º \| Tony Martin \| HTC-Columbia \| + 0 s \| \| \| 9.º \| Roman Kreuziger \| Liquigas-Doimo \| + 0 s \| \| \| 10.º \| David Millar \| Garmin-Transitions \| + 0 s \| \| |                    |                     |                 |
| |                    |                     |                 |
| |                    |                     |                 |
| Clasificación de la etapa |                    |                     |                 |
| Ciclista | Ciclista           | Equipo              | Tiempo          |
| 1.º | Gregory Henderson  | Team Sky            | 4 h 22 min 17 s |
| 2.º | Grega Bole         | Lampre-Farnese Vini | + 0 s           |
| 3.º | Jérémie Galland    | Saur-Sojasun        | + 0 s           |
| 4.º | Aleksandr Kolobnev | Katusha             | + 0 s           |
| 5.º | Alejandro Valverde | Caisse d'Épargne    | DES             |
| 5.º | Nicolas Roche      | AG2R La Mondiale    | + 0 s           |
| 6.º | Jens Voigt         | Saxo Bank           | + 0 s           |
| 7.º | Marco Marcato      | Vacansoleil         | + 0 s           |
| 8.º | Tony Martin        | HTC-Columbia        | + 0 s           |
| 9.º | Roman Kreuziger    | Liquigas-Doimo      | + 0 s           |
| 10.º | David Millar       | Garmin-Transitions  | + 0 s           |

| \| Clasificación general \| Clasificación general \| Clasificación general \| Clasificación general \| Clasificación general \| \| Ciclista \| Ciclista \| Equipo \| Tiempo \| \| \| --------------------- \| --------------------- \| --------------------- \| --------------------- \| --------------------- \| \| 1.º \| Lars Boom \| Rabobank \| 4 h 33 min 11 s \| \| \| 2.º \| Jens Voigt \| Saxo Bank \| + 5 s \| \| \| 3.º \| David Millar \| Garmin-Transitions \| + 13 s \| \| \| 4.º \| Luis León Sánchez \| Caisse d'Épargne \| + 14 s \| \| \| 5.º \| Roman Kreuziger \| Liquigas-Doimo \| + 15 s \| \| \| 6.º \| Gregory Henderson \| Team Sky \| + 20 s \| \| \| 7.º \| Levi Leipheimer \| Team RadioShack \| + 25 s \| \| \| 8.º \| Alberto Contador \| Astana \| + 25 s \| \| \| 9.º \| Peter Sagan \| Liquigas-Doimo \| + 29 s \| \| \| 10.º \| Xavi Tondo \| Cervélo TestTeam \| + 29 s \| \| |                   |                    |                 |
| |                   |                    |                 |
| |                   |                    |                 |
| Clasificación general |                   |                    |                 |
| Ciclista | Ciclista          | Equipo             | Tiempo          |
| 1.º | Lars Boom         | Rabobank           | 4 h 33 min 11 s |
| 2.º | Jens Voigt        | Saxo Bank          | + 5 s           |
| 3.º | David Millar      | Garmin-Transitions | + 13 s          |
| 4.º | Luis León Sánchez | Caisse d'Épargne   | + 14 s          |
| 5.º | Roman Kreuziger   | Liquigas-Doimo     | + 15 s          |
| 6.º | Gregory Henderson | Team Sky           | + 20 s          |
| 7.º | Levi Leipheimer   | Team RadioShack    | + 25 s          |
| 8.º | Alberto Contador  | Astana             | + 25 s          |
| 9.º | Peter Sagan       | Liquigas-Doimo     | + 29 s          |
| 10.º | Xavi Tondo        | Cervélo TestTeam   | + 29 s          |

### Etapa 2
| Contres - Limoges | etapa llana | (203,5 km) |

| \| Clasificación de la etapa \| Clasificación de la etapa \| Clasificación de la etapa \| Clasificación de la etapa \| Clasificación de la etapa \| \| Ciclista \| Ciclista \| Equipo \| Tiempo \| \| \| ------------------------- \| ------------------------- \| --------------------------- \| ------------------------- \| ------------------------- \| \| 1.º \| William Bonnet \| BBox Bouygues Telecom \| 4 h 22 min 40 s \| \| \| 2.º \| Peter Sagan \| Liquigas-Doimo \| + 0 s \| \| \| 3.º \| Luis León Sánchez \| Caisse d'Épargne \| + 0 s \| \| \| 4.º \| Mirco Lorenzetto \| Lampre-Farnese Vini \| + 0 s \| \| \| 5.º \| Juan José Haedo \| Saxo Bank \| + 0 s \| \| \| 6.º \| Samuel Dumoulin \| Cofidis, le Crédit en Ligne \| + 0 s \| \| \| 7.º \| Tom Veelers \| Skil-Shimano \| + 0 s \| \| \| 8.º \| Eduard Vorganov \| Katusha \| + 0 s \| \| \| 9.º \| Borut Božič \| Vacansoleil \| + 0 s \| \| \| 10.º \| Francesco Chicchi \| Liquigas-Doimo \| + 0 s \| \| |                   |                             |                 |
| |                   |                             |                 |
| |                   |                             |                 |
| Clasificación de la etapa |                   |                             |                 |
| Ciclista | Ciclista          | Equipo                      | Tiempo          |
| 1.º | William Bonnet    | BBox Bouygues Telecom       | 4 h 22 min 40 s |
| 2.º | Peter Sagan       | Liquigas-Doimo              | + 0 s           |
| 3.º | Luis León Sánchez | Caisse d'Épargne            | + 0 s           |
| 4.º | Mirco Lorenzetto  | Lampre-Farnese Vini         | + 0 s           |
| 5.º | Juan José Haedo   | Saxo Bank                   | + 0 s           |
| 6.º | Samuel Dumoulin   | Cofidis, le Crédit en Ligne | + 0 s           |
| 7.º | Tom Veelers       | Skil-Shimano                | + 0 s           |
| 8.º | Eduard Vorganov   | Katusha                     | + 0 s           |
| 9.º | Borut Božič       | Vacansoleil                 | + 0 s           |
| 10.º | Francesco Chicchi | Liquigas-Doimo              | + 0 s           |

| \| Clasificación general \| Clasificación general \| Clasificación general \| Clasificación general \| Clasificación general \| \| Ciclista \| Ciclista \| Equipo \| Tiempo \| \| \| --------------------- \| --------------------- \| --------------------- \| --------------------- \| --------------------- \| \| 1.º \| Lars Boom \| Rabobank \| 8 h 55 min 51 s \| \| \| 2.º \| Jens Voigt \| Saxo Bank \| + 5 s \| \| \| 3.º \| Luis León Sánchez \| Caisse d'Épargne \| + 10 s \| \| \| 4.º \| David Millar \| Garmin-Transitions \| + 13 s \| \| \| 5.º \| Roman Kreuziger \| Liquigas-Doimo \| + 15 s \| \| \| 6.º \| Gregory Henderson \| Team Sky \| + 20 s \| \| \| 7.º \| Peter Sagan \| Liquigas-Doimo \| + 23 s \| \| \| 8.º \| Levi Leipheimer \| Team RadioShack \| + 25 s \| \| \| 9.º \| Alberto Contador \| Astana \| + 25 s \| \| \| 10.º \| Xavi Tondo \| Cervélo TestTeam \| + 29 s \| \| |                   |                    |                 |
| |                   |                    |                 |
| |                   |                    |                 |
| Clasificación general |                   |                    |                 |
| Ciclista | Ciclista          | Equipo             | Tiempo          |
| 1.º | Lars Boom         | Rabobank           | 8 h 55 min 51 s |
| 2.º | Jens Voigt        | Saxo Bank          | + 5 s           |
| 3.º | Luis León Sánchez | Caisse d'Épargne   | + 10 s          |
| 4.º | David Millar      | Garmin-Transitions | + 13 s          |
| 5.º | Roman Kreuziger   | Liquigas-Doimo     | + 15 s          |
| 6.º | Gregory Henderson | Team Sky           | + 20 s          |
| 7.º | Peter Sagan       | Liquigas-Doimo     | + 23 s          |
| 8.º | Levi Leipheimer   | Team RadioShack    | + 25 s          |
| 9.º | Alberto Contador  | Astana             | + 25 s          |
| 10.º | Xavi Tondo        | Cervélo TestTeam   | + 29 s          |

### Etapa 3
| Saint-Junien - Aurillac | etapa llana | (155 km) |

| \| Clasificación de la etapa \| Clasificación de la etapa \| Clasificación de la etapa \| Clasificación de la etapa \| Clasificación de la etapa \| \| Ciclista \| Ciclista \| Equipo \| Tiempo \| \| \| ------------------------- \| ------------------------- \| --------------------------- \| ------------------------- \| ------------------------- \| \| 1.º \| Peter Sagan \| Liquigas-Doimo \| 3 h 44 min 28 s \| \| \| 2.º \| Joaquim Rodríguez \| Katusha \| + 0 s \| \| \| 3.º \| Nicolas Roche \| AG2R La Mondiale \| + 0 s \| \| \| 4.º \| Jens Voigt \| Saxo Bank \| + 2 s \| \| \| 5.º \| Tony Martin \| HTC-Columbia \| + 2 s \| \| \| 6.º \| Alberto Contador \| Astana \| + 2 s \| \| \| 7.º \| Mirco Lorenzetto \| Lampre-Farnese Vini \| + 6 s \| \| \| 8.º \| Samuel Dumoulin \| Cofidis, le Crédit en Ligne \| + 6 s \| \| \| 9.º \| Xavier Florencio \| Cervélo TestTeam \| + 6 s \| \| \| 10.º \| Marco Marcato \| Vacansoleil \| + 6 s \| \| |                   |                             |                 |
| |                   |                             |                 |
| |                   |                             |                 |
| Clasificación de la etapa |                   |                             |                 |
| Ciclista | Ciclista          | Equipo                      | Tiempo          |
| 1.º | Peter Sagan       | Liquigas-Doimo              | 3 h 44 min 28 s |
| 2.º | Joaquim Rodríguez | Katusha                     | + 0 s           |
| 3.º | Nicolas Roche     | AG2R La Mondiale            | + 0 s           |
| 4.º | Jens Voigt        | Saxo Bank                   | + 2 s           |
| 5.º | Tony Martin       | HTC-Columbia                | + 2 s           |
| 6.º | Alberto Contador  | Astana                      | + 2 s           |
| 7.º | Mirco Lorenzetto  | Lampre-Farnese Vini         | + 6 s           |
| 8.º | Samuel Dumoulin   | Cofidis, le Crédit en Ligne | + 6 s           |
| 9.º | Xavier Florencio  | Cervélo TestTeam            | + 6 s           |
| 10.º | Marco Marcato     | Vacansoleil                 | + 6 s           |

| \| Clasificación general \| Clasificación general \| Clasificación general \| Clasificación general \| Clasificación general \| \| Ciclista \| Ciclista \| Equipo \| Tiempo \| \| \| --------------------- \| --------------------- \| --------------------- \| --------------------- \| --------------------- \| \| 1.º \| Jens Voigt \| Saxo Bank \| 12 h 40 min 26 s \| \| \| 2.º \| Peter Sagan \| Liquigas-Doimo \| + 6 s \| \| \| 3.º \| Luis León Sánchez \| Caisse d'Épargne \| + 9 s \| \| \| 4.º \| David Millar \| Garmin-Transitions \| + 12 s \| \| \| 5.º \| Roman Kreuziger \| Liquigas-Doimo \| + 14 s \| \| \| 6.º \| Lars Boom \| Rabobank \| + 20 s \| \| \| 7.º \| Alberto Contador \| Astana \| + 20 s \| \| \| 8.º \| Levi Leipheimer \| Team RadioShack \| + 24 s \| \| \| 9.º \| Joaquim Rodríguez \| Katusha \| + 28 s \| \| \| 10.º \| Xavi Tondo \| Cervélo TestTeam \| + 28 s \| \| |                   |                    |                  |
| |                   |                    |                  |
| |                   |                    |                  |
| Clasificación general |                   |                    |                  |
| Ciclista | Ciclista          | Equipo             | Tiempo           |
| 1.º | Jens Voigt        | Saxo Bank          | 12 h 40 min 26 s |
| 2.º | Peter Sagan       | Liquigas-Doimo     | + 6 s            |
| 3.º | Luis León Sánchez | Caisse d'Épargne   | + 9 s            |
| 4.º | David Millar      | Garmin-Transitions | + 12 s           |
| 5.º | Roman Kreuziger   | Liquigas-Doimo     | + 14 s           |
| 6.º | Lars Boom         | Rabobank           | + 20 s           |
| 7.º | Alberto Contador  | Astana             | + 20 s           |
| 8.º | Levi Leipheimer   | Team RadioShack    | + 24 s           |
| 9.º | Joaquim Rodríguez | Katusha            | + 28 s           |
| 10.º | Xavi Tondo        | Cervélo TestTeam   | + 28 s           |

### Etapa 4
| Aurillac - Aurillac | etapa de media montaña | (208 km) |

| \| Clasificación de la etapa \| Clasificación de la etapa \| Clasificación de la etapa \| Clasificación de la etapa \| Clasificación de la etapa \| \| Ciclista \| Ciclista \| Equipo \| Tiempo \| \| \| ------------------------- \| ------------------------- \| --------------------------- \| ------------------------- \| ------------------------- \| \| 1.º \| Alberto Contador \| Astana \| 4 h 26 min 47 s \| \| \| 2.º \| Alejandro Valverde \| Caisse d'Épargne \| DES \| \| \| 3.º \| Samuel Sánchez \| Euskaltel-Euskadi \| + 10 s \| \| \| 4.º \| Joaquim Rodríguez \| Katusha \| + 18 s \| \| \| 5.º \| Thomas Voeckler \| BBox Bouygues Telecom \| + 20 s \| \| \| 6.º \| Damiano Cunego \| Lampre-Farnese Vini \| + 21 s \| \| \| 7.º \| Roman Kreuziger \| Liquigas-Doimo \| + 21 s \| \| \| 8.º \| Christophe Le Mével \| La Française des jeux \| + 29 s \| \| \| 9.º \| Luis León Sánchez \| Caisse d'Épargne \| + 29 s \| \| \| 10.º \| Rein Taaramäe \| Cofidis, le Crédit en Ligne \| + 31 s \| \| |                     |                             |                 |
| |                     |                             |                 |
| |                     |                             |                 |
| Clasificación de la etapa |                     |                             |                 |
| Ciclista | Ciclista            | Equipo                      | Tiempo          |
| 1.º | Alberto Contador    | Astana                      | 4 h 26 min 47 s |
| 2.º | Alejandro Valverde  | Caisse d'Épargne            | DES             |
| 3.º | Samuel Sánchez      | Euskaltel-Euskadi           | + 10 s          |
| 4.º | Joaquim Rodríguez   | Katusha                     | + 18 s          |
| 5.º | Thomas Voeckler     | BBox Bouygues Telecom       | + 20 s          |
| 6.º | Damiano Cunego      | Lampre-Farnese Vini         | + 21 s          |
| 7.º | Roman Kreuziger     | Liquigas-Doimo              | + 21 s          |
| 8.º | Christophe Le Mével | La Française des jeux       | + 29 s          |
| 9.º | Luis León Sánchez   | Caisse d'Épargne            | + 29 s          |
| 10.º | Rein Taaramäe       | Cofidis, le Crédit en Ligne | + 31 s          |

| \| Clasificación general \| Clasificación general \| Clasificación general \| Clasificación general \| Clasificación general \| \| Ciclista \| Ciclista \| Equipo \| Tiempo \| \| \| --------------------- \| --------------------- \| --------------------------- \| --------------------- \| --------------------- \| \| 1.º \| Alberto Contador \| Astana \| 17 h 07 min 23 s \| \| \| 2.º \| Alejandro Valverde \| Caisse d'Épargne \| DES \| \| \| 2.º \| Roman Kreuziger \| Liquigas-Doimo \| + 25 s \| \| \| 3.º \| Luis León Sánchez \| Caisse d'Épargne \| + 28 s \| \| \| 4.º \| Samuel Sánchez \| Euskaltel-Euskadi \| + 29 s \| \| \| 5.º \| Jens Voigt \| Saxo Bank \| + 34 s \| \| \| 6.º \| Joaquim Rodríguez \| Katusha \| + 36 s \| \| \| 7.º \| Peter Sagan \| Liquigas-Doimo \| + 54 s \| \| \| 8.º \| David Millar \| Garmin-Transitions \| + 1 min 03 s \| \| \| 9.º \| Rein Taaramäe \| Cofidis, le Crédit en Ligne \| + 1 min 06 s \| \| |                    |                             |                  |
| |                    |                             |                  |
| |                    |                             |                  |
| Clasificación general |                    |                             |                  |
| Ciclista | Ciclista           | Equipo                      | Tiempo           |
| 1.º | Alberto Contador   | Astana                      | 17 h 07 min 23 s |
| 2.º | Alejandro Valverde | Caisse d'Épargne            | DES              |
| 2.º | Roman Kreuziger    | Liquigas-Doimo              | + 25 s           |
| 3.º | Luis León Sánchez  | Caisse d'Épargne            | + 28 s           |
| 4.º | Samuel Sánchez     | Euskaltel-Euskadi           | + 29 s           |
| 5.º | Jens Voigt         | Saxo Bank                   | + 34 s           |
| 6.º | Joaquim Rodríguez  | Katusha                     | + 36 s           |
| 7.º | Peter Sagan        | Liquigas-Doimo              | + 54 s           |
| 8.º | David Millar       | Garmin-Transitions          | + 1 min 03 s     |
| 9.º | Rein Taaramäe      | Cofidis, le Crédit en Ligne | + 1 min 06 s     |

### Etapa 5
| Pernes-les-Fontaines - Aix-en-Provence | etapa llana | (153,5 km) |

| \| Clasificación de la etapa \| Clasificación de la etapa \| Clasificación de la etapa \| Clasificación de la etapa \| Clasificación de la etapa \| \| Ciclista \| Ciclista \| Equipo \| Tiempo \| \| \| ------------------------- \| ------------------------- \| ------------------------- \| ------------------------- \| ------------------------- \| \| 1.º \| Peter Sagan \| Liquigas-Doimo \| 3 h 34 min 15 s \| \| \| 2.º \| Mirco Lorenzetto \| Lampre-Farnese Vini \| + 2 s \| \| \| 3.º \| Alejandro Valverde \| Caisse d'Épargne \| DES \| \| \| 4.º \| Matthieu Ladagnous \| La Française des jeux \| + 2 s \| \| \| 5.º \| Jens Voigt \| Saxo Bank \| + 2 s \| \| \| 6.º \| Simon Gerrans \| Team Sky \| + 2 s \| \| \| 7.º \| Koldo Fernández de Larrea \| Euskaltel-Euskadi \| + 2 s \| \| \| 8.º \| Nicolas Roche \| AG2R La Mondiale \| + 2 s \| \| \| 9.º \| Matthew Goss \| HTC-Columbia \| + 2 s \| \| \| 10.º \| Alberto Contador \| Astana \| + 2 s \| \| |                           |                       |                 |
| |                           |                       |                 |
| |                           |                       |                 |
| Clasificación de la etapa |                           |                       |                 |
| Ciclista | Ciclista                  | Equipo                | Tiempo          |
| 1.º | Peter Sagan               | Liquigas-Doimo        | 3 h 34 min 15 s |
| 2.º | Mirco Lorenzetto          | Lampre-Farnese Vini   | + 2 s           |
| 3.º | Alejandro Valverde        | Caisse d'Épargne      | DES             |
| 4.º | Matthieu Ladagnous        | La Française des jeux | + 2 s           |
| 5.º | Jens Voigt                | Saxo Bank             | + 2 s           |
| 6.º | Simon Gerrans             | Team Sky              | + 2 s           |
| 7.º | Koldo Fernández de Larrea | Euskaltel-Euskadi     | + 2 s           |
| 8.º | Nicolas Roche             | AG2R La Mondiale      | + 2 s           |
| 9.º | Matthew Goss              | HTC-Columbia          | + 2 s           |
| 10.º | Alberto Contador          | Astana                | + 2 s           |

| \| Clasificación general \| Clasificación general \| Clasificación general \| Clasificación general \| Clasificación general \| \| Ciclista \| Ciclista \| Equipo \| Tiempo \| \| \| --------------------- \| --------------------- \| --------------------------- \| --------------------- \| --------------------- \| \| 1.º \| Alberto Contador \| Astana \| 20 h 41 min 40 s \| \| \| 2.º \| Alejandro Valverde \| Caisse d'Épargne \| DES \| \| \| 3.º \| Roman Kreuziger \| Liquigas-Doimo \| + 25 s \| \| \| 4.º \| Luis León Sánchez \| Caisse d'Épargne \| + 26 s \| \| \| 5.º \| Samuel Sánchez \| Euskaltel-Euskadi \| + 29 s \| \| \| 6.º \| Jens Voigt \| Saxo Bank \| + 34 s \| \| \| 7.º \| Joaquim Rodríguez \| Katusha \| + 36 s \| \| \| 8.º \| Peter Sagan \| Liquigas-Doimo \| + 42 s \| \| \| 9.º \| David Millar \| Garmin-Transitions \| + 1 min 02 s \| \| \| 10.º \| Rein Taaramäe \| Cofidis, le Crédit en Ligne \| + 1 min 06 s \| \| |                    |                             |                  |
| |                    |                             |                  |
| |                    |                             |                  |
| Clasificación general |                    |                             |                  |
| Ciclista | Ciclista           | Equipo                      | Tiempo           |
| 1.º | Alberto Contador   | Astana                      | 20 h 41 min 40 s |
| 2.º | Alejandro Valverde | Caisse d'Épargne            | DES              |
| 3.º | Roman Kreuziger    | Liquigas-Doimo              | + 25 s           |
| 4.º | Luis León Sánchez  | Caisse d'Épargne            | + 26 s           |
| 5.º | Samuel Sánchez     | Euskaltel-Euskadi           | + 29 s           |
| 6.º | Jens Voigt         | Saxo Bank                   | + 34 s           |
| 7.º | Joaquim Rodríguez  | Katusha                     | + 36 s           |
| 8.º | Peter Sagan        | Liquigas-Doimo              | + 42 s           |
| 9.º | David Millar       | Garmin-Transitions          | + 1 min 02 s     |
| 10.º | Rein Taaramäe      | Cofidis, le Crédit en Ligne | + 1 min 06 s     |

### Etapa 6
| Peynier - Tourrettes-sur-Loup | etapa de media montaña | (220 km) |

| \| Clasificación de la etapa \| Clasificación de la etapa \| Clasificación de la etapa \| Clasificación de la etapa \| Clasificación de la etapa \| \| Ciclista \| Ciclista \| Equipo \| Tiempo \| \| \| ------------------------- \| ------------------------- \| --------------------------- \| ------------------------- \| ------------------------- \| \| 1.º \| Xavi Tondo \| Cervélo TestTeam \| 5 h 01 min 39 s \| \| \| 2.º \| Alejandro Valverde \| Caisse d'Épargne \| DES \| \| \| 3.º \| Peter Sagan \| Liquigas-Doimo \| + 5 s \| \| \| 4.º \| Samuel Sánchez \| Euskaltel-Euskadi \| + 5 s \| \| \| 5.º \| Joaquim Rodríguez \| Katusha \| + 5 s \| \| \| 6.º \| Leonardo Duque \| Cofidis, le Crédit en Ligne \| + 5 s \| \| \| 7.º \| Luis León Sánchez \| Caisse d'Épargne \| + 5 s \| \| \| 8.º \| Christophe Riblon \| AG2R La Mondiale \| + 5 s \| \| \| 9.º \| Rein Taaramäe \| Cofidis, le Crédit en Ligne \| + 5 s \| \| \| 10.º \| Daniele Righi \| Lampre-Farnese Vini \| + 5 s \| \| |                    |                             |                 |
| |                    |                             |                 |
| |                    |                             |                 |
| Clasificación de la etapa |                    |                             |                 |
| Ciclista | Ciclista           | Equipo                      | Tiempo          |
| 1.º | Xavi Tondo         | Cervélo TestTeam            | 5 h 01 min 39 s |
| 2.º | Alejandro Valverde | Caisse d'Épargne            | DES             |
| 3.º | Peter Sagan        | Liquigas-Doimo              | + 5 s           |
| 4.º | Samuel Sánchez     | Euskaltel-Euskadi           | + 5 s           |
| 5.º | Joaquim Rodríguez  | Katusha                     | + 5 s           |
| 6.º | Leonardo Duque     | Cofidis, le Crédit en Ligne | + 5 s           |
| 7.º | Luis León Sánchez  | Caisse d'Épargne            | + 5 s           |
| 8.º | Christophe Riblon  | AG2R La Mondiale            | + 5 s           |
| 9.º | Rein Taaramäe      | Cofidis, le Crédit en Ligne | + 5 s           |
| 10.º | Daniele Righi      | Lampre-Farnese Vini         | + 5 s           |

| \| Clasificación general \| Clasificación general \| Clasificación general \| Clasificación general \| Clasificación general \| \| Ciclista \| Ciclista \| Equipo \| Tiempo \| \| \| --------------------- \| --------------------- \| --------------------------- \| --------------------- \| --------------------- \| \| 1.º \| Alberto Contador \| Astana \| 25 h 43 min 24 s \| \| \| 2.º \| Alejandro Valverde \| Caisse d'Épargne \| DES \| \| \| 3.º \| Roman Kreuziger \| Liquigas-Doimo \| + 25 s \| \| \| 4.º \| Luis León Sánchez \| Caisse d'Épargne \| + 26 s \| \| \| 5.º \| Samuel Sánchez \| Euskaltel-Euskadi \| + 29 s \| \| \| 6.º \| Jens Voigt \| Saxo Bank \| + 34 s \| \| \| 7.º \| Joaquim Rodríguez \| Katusha \| + 36 s \| \| \| 8.º \| Peter Sagan \| Liquigas-Doimo \| + 38 s \| \| \| 9.º \| David Millar \| Garmin-Transitions \| + 1 min 02 s \| \| \| 10.º \| Rein Taaramäe \| Cofidis, le Crédit en Ligne \| + 1 min 06 s \| \| |                    |                             |                  |
| |                    |                             |                  |
| |                    |                             |                  |
| Clasificación general |                    |                             |                  |
| Ciclista | Ciclista           | Equipo                      | Tiempo           |
| 1.º | Alberto Contador   | Astana                      | 25 h 43 min 24 s |
| 2.º | Alejandro Valverde | Caisse d'Épargne            | DES              |
| 3.º | Roman Kreuziger    | Liquigas-Doimo              | + 25 s           |
| 4.º | Luis León Sánchez  | Caisse d'Épargne            | + 26 s           |
| 5.º | Samuel Sánchez     | Euskaltel-Euskadi           | + 29 s           |
| 6.º | Jens Voigt         | Saxo Bank                   | + 34 s           |
| 7.º | Joaquim Rodríguez  | Katusha                     | + 36 s           |
| 8.º | Peter Sagan        | Liquigas-Doimo              | + 38 s           |
| 9.º | David Millar       | Garmin-Transitions          | + 1 min 02 s     |
| 10.º | Rein Taaramäe      | Cofidis, le Crédit en Ligne | + 1 min 06 s     |

### Etapa 7
| Niza - Niza | etapa de media montaña | (119 km) |

| \| Clasificación de la etapa \| Clasificación de la etapa \| Clasificación de la etapa \| Clasificación de la etapa \| Clasificación de la etapa \| \| Ciclista \| Ciclista \| Equipo \| Tiempo \| \| \| ------------------------- \| ------------------------- \| --------------------------- \| ------------------------- \| ------------------------- \| \| 1.º \| Amaël Moinard \| Cofidis, le Crédit en Ligne \| 2 h 52 min 09 s \| \| \| 2.º \| Thomas Voeckler \| BBox Bouygues Telecom \| + 0 s \| \| \| 3.º \| Alejandro Valverde \| Caisse d'Épargne \| DES \| \| \| 4.º \| Nicolas Roche \| AG2R La Mondiale \| + 3 s \| \| \| 5.º \| Rein Taaramäe \| Cofidis, le Crédit en Ligne \| + 3 s \| \| \| 6.º \| Joaquim Rodríguez \| Katusha \| + 3 s \| \| \| 7.º \| Jens Voigt \| Saxo Bank \| + 3 s \| \| \| 8.º \| Chris Horner \| Team RadioShack \| + 3 s \| \| \| 9.º \| Janez Brajkovič \| Team RadioShack \| + 3 s \| \| \| 10.º \| Alberto Contador \| Astana \| + 3 s \| \| |                    |                             |                 |
| |                    |                             |                 |
| |                    |                             |                 |
| Clasificación de la etapa |                    |                             |                 |
| Ciclista | Ciclista           | Equipo                      | Tiempo          |
| 1.º | Amaël Moinard      | Cofidis, le Crédit en Ligne | 2 h 52 min 09 s |
| 2.º | Thomas Voeckler    | BBox Bouygues Telecom       | + 0 s           |
| 3.º | Alejandro Valverde | Caisse d'Épargne            | DES             |
| 4.º | Nicolas Roche      | AG2R La Mondiale            | + 3 s           |
| 5.º | Rein Taaramäe      | Cofidis, le Crédit en Ligne | + 3 s           |
| 6.º | Joaquim Rodríguez  | Katusha                     | + 3 s           |
| 7.º | Jens Voigt         | Saxo Bank                   | + 3 s           |
| 8.º | Chris Horner       | Team RadioShack             | + 3 s           |
| 9.º | Janez Brajkovič    | Team RadioShack             | + 3 s           |
| 10.º | Alberto Contador   | Astana                      | + 3 s           |

## Clasificaciones finales

### Clasificación general
| \| Clasificación general \| Clasificación general \| Clasificación general \| Clasificación general \| Clasificación general \| \| Ciclista \| Ciclista \| Equipo \| Tiempo \| \| \| --------------------- \| ---------------------- \| --------------------------- \| --------------------- \| --------------------- \| \| 1.º \| Alberto Contador \| Astana \| 28 h 35 min 35 s \| \| \| 2.º \| Alejandro Valverde \| Caisse d'Épargne \| DES \| \| \| 2.º \| Luis León Sánchez \| Caisse d'Épargne \| + 25 s \| \| \| 3.º \| Roman Kreuziger \| Liquigas-Doimo \| + 26 s \| \| \| 4.º \| Samuel Sánchez \| Euskaltel-Euskadi \| + 30 s \| \| \| 5.º \| Jens Voigt \| Saxo Bank \| + 35 s \| \| \| 6.º \| Joaquim Rodríguez \| Katusha \| + 37 s \| \| \| 7.º \| Rein Taaramäe \| Cofidis, le Crédit en Ligne \| + 1 min 07 s \| \| \| 8.º \| Jean-Christophe Péraud \| Omega Pharma-Lotto \| + 1 min 16 s \| \| \| 9.º \| Jérôme Coppel \| Saur-Sojasun \| + 1 min 17 s \| \| \| 10.º \| Nicolas Roche \| AG2R La Mondiale \| + 1 min 23 s \| \| |                        |                             |                  |
| |                        |                             |                  |
| |                        |                             |                  |
| Clasificación general |                        |                             |                  |
| Ciclista | Ciclista               | Equipo                      | Tiempo           |
| 1.º | Alberto Contador       | Astana                      | 28 h 35 min 35 s |
| 2.º | Alejandro Valverde     | Caisse d'Épargne            | DES              |
| 2.º | Luis León Sánchez      | Caisse d'Épargne            | + 25 s           |
| 3.º | Roman Kreuziger        | Liquigas-Doimo              | + 26 s           |
| 4.º | Samuel Sánchez         | Euskaltel-Euskadi           | + 30 s           |
| 5.º | Jens Voigt             | Saxo Bank                   | + 35 s           |
| 6.º | Joaquim Rodríguez      | Katusha                     | + 37 s           |
| 7.º | Rein Taaramäe          | Cofidis, le Crédit en Ligne | + 1 min 07 s     |
| 8.º | Jean-Christophe Péraud | Omega Pharma-Lotto          | + 1 min 16 s     |
| 9.º | Jérôme Coppel          | Saur-Sojasun                | + 1 min 17 s     |
| 10.º | Nicolas Roche          | AG2R La Mondiale            | + 1 min 23 s     |

### Clasificación por puntos
| Clasificación por puntos | Clasificación por puntos | Clasificación por puntos | Clasificación por puntos | Clasificación por puntos |
| Ciclista                 | Ciclista                 | Equipo                   | Puntos                   |                          |
| ------------------------ | ------------------------ | ------------------------ | ------------------------ | ------------------------ |
| 1.º                      | Peter Sagan              | Liquigas-Doimo           | 112 pts                  |                          |
| 2.º                      | Alejandro Valverde       | Caisse d'Épargne         | DES                      |                          |
| 3.º                      | Jens Voigt               | Saxo Bank                | 104 pts                  |                          |
| 4.º                      | Alberto Contador         | Astana                   | 89 pts                   |                          |
| 5.º                      | Joaquim Rodríguez        | Katusha                  | 82 pts                   |                          |
| 6.º                      | Luis León Sánchez        | Caisse d'Épargne         | 80 pts                   |                          |
| 7.º                      | Nicolas Roche            | AG2R La Mondiale         | 78 pts                   |                          |
| 8.º                      | Samuel Sánchez           | Euskaltel-Euskadi        | 60 pts                   |                          |
| 9.º                      | Mirco Lorenzetto         | Lampre-Farnese Vini      | 58 pts                   |                          |
| 10.º                     | Thomas Voeckler          | BBox Bouygues Telecom    | 52 pts                   |                          |

### Clasificación de la montaña
| Clasificación de la montaña | Clasificación de la montaña | Clasificación de la montaña | Clasificación de la montaña | Clasificación de la montaña |
| Ciclista                    | Ciclista                    | Equipo                      | Puntos                      |                             |
| --------------------------- | --------------------------- | --------------------------- | --------------------------- | --------------------------- |
| 1.º                         | Amaël Moinard               | Cofidis, le Crédit en Ligne | 75 pts                      |                             |
| 2.º                         | Thomas Voeckler             | BBox Bouygues Telecom       | 29 pts                      |                             |
| 3.º                         | Alberto Contador            | Astana                      | 24 pts                      |                             |
| 4.º                         | Alejandro Valverde          | Caisse d'Épargne            | DES                         |                             |
| 5.º                         | Damiano Cunego              | Lampre-Farnese Vini         | 17 pts                      |                             |
| 6.º                         | Xavi Tondo                  | Cervélo TestTeam            | 16 pts                      |                             |
| 7.º                         | Rein Taaramäe               | Cofidis, le Crédit en Ligne | 13 pts                      |                             |
| 8.º                         | Cyril Gautier               | BBox Bouygues Telecom       | 12 pts                      |                             |
| 9.º                         | Jean-Marc Marino            | Saur-Sojasun                | 11 pts                      |                             |
| 10.º                        | Joaquim Rodríguez           | Katusha                     | 11 pts                      |                             |

### Clasificación de los jóvenes
| Clasificación del mejor joven | Clasificación del mejor joven | Clasificación del mejor joven | Clasificación del mejor joven | Clasificación del mejor joven |
| Ciclista                      | Ciclista                      | Equipo                        | Tiempo                        |                               |
| ----------------------------- | ----------------------------- | ----------------------------- | ----------------------------- | ----------------------------- |
| 1.º                           | Roman Kreuziger               | Liquigas-Doimo                | 28 h 36 min 01 s              |                               |
| 2.º                           | Rein Taaramäe                 | Cofidis, le Crédit en Ligne   | + 41 s                        |                               |
| 3.º                           | Jérôme Coppel                 | Saur-Sojasun                  | + 51 s                        |                               |
| 4.º                           | Peter Sagan                   | Liquigas-Doimo                | + 2 min 55 s                  |                               |
| 5.º                           | Cyril Gautier                 | BBox Bouygues Telecom         | + 3 min 01 s                  |                               |
| 6.º                           | Maxime Bouet                  | AG2R La Mondiale              | + 4 min 22 s                  |                               |
| 7.º                           | Francis De Greef              | Omega Pharma-Lotto            | + 4 min 37 s                  |                               |
| 8.º                           | Rémy Di Gregorio              | La Française des jeux         | + 14 min 14 s                 |                               |
| 9.º                           | Simon Geschke                 | Skil-Shimano                  | + 19 min 19 s                 |                               |
| 10.º                          | Tiago Machado                 | Team RadioShack               | + 20 min 09 s                 |                               |

### Clasificación por equipos
| Clasificación por equipos | Clasificación por equipos   | Clasificación por equipos | Clasificación por equipos |
| Equipo                    | Equipo                      | Tiempo                    |                           |
| ------------------------- | --------------------------- | ------------------------- | ------------------------- |
| 1.º                       | AG2R La Mondiale            | 85 h 53 min 50 s          |                           |
| 2.º                       | Cofidis, le Crédit en Ligne | + 14 s                    |                           |
| 3.º                       | Team RadioShack             | + 1 min 01 s              |                           |
| 4.º                       | Caisse d'Épargne            | + 2 min 16 s              |                           |
| 5.º                       | Liquigas-Doimo              | + 3 min 01 s              |                           |

## Evolución de las clasificaciones
| Etapa (Vencedor)             | Clasificación general | Clasificación por puntos | Clasificación de la montaña | Clasificación de los jóvenes | Clasificación por equipos |
| ---------------------------- | --------------------- | ------------------------ | --------------------------- | ---------------------------- | ------------------------- |
| Prólogo (CRI) (Lars Boom)    | Lars Boom             | Lars Boom                | Lars Boom                   | Lars Boom                    | RadioShack                |
| 1.ª etapa (Greg Henderson)   | Lars Boom             | Lars Boom                | Lars Boom                   | Lars Boom                    | Caisse d'Epargne          |
| 2.ª etapa (William Bonnet)   | Lars Boom             | Luis León Sánchez        | Laurent Mangel              | Lars Boom                    | Caisse d'Epargne          |
| 3.ª etapa (Peter Sagan)      | Jens Voigt            | Peter Sagan              | Laurent Mangel              | Peter Sagan                  | Liquigas-Doimo            |
| 4.ª etapa (Alberto Contador) | Alberto Contador      | Peter Sagan              | Laurent Mangel              | Roman Kreuziger              | Caisse d'Epargne          |
| 5.ª etapa (Peter Sagan)      | Alberto Contador      | Peter Sagan              | Amaël Moinard               | Roman Kreuziger              | Caisse d'Epargne          |
| 6.ª etapa (Xavier Tondo)     | Alberto Contador      | Peter Sagan              | Amaël Moinard               | Roman Kreuziger              | Liquigas-Doimo            |
| 7.ª etapa (Amaël Moinard)    | Alberto Contador      | Peter Sagan              | Amaël Moinard               | Roman Kreuziger              | Ag2r-La Mondiale          |
| Final                        | Alberto Contador      | Peter Sagan              | Amaël Moinard               | Roman Kreuziger              | Ag2r-La Mondiale          |

## Alejandro Valverde y la Operación Puerto
A pesar de que Alejandro Valverde no diese positivo en esta carrera ni en las anteriores durante el año, el 30 de mayo la UCI, a instancias del TAS, decidió anular todos los resultados del ciclista español durante el 2010 debido al Caso Valverde.
Por lo tanto oficialmente Valverde fue desclasificado de la ronda francesa con la indicación "0 DSQ" (descalificado) aunque indicando el tiempo y puntos de las clasificaciones parciales y finales. En la que fue segundo en la 4.ª y 6.ª etapas, tercero en la 5.ª y quinto en la 1.ª etapa como resultados parciales más destacados. Además, en las clasificaciones finales fue segundo en la general y en la de los puntos y cuarto en la de la montaña. Todos sus resultados fueron anulados y su puesto quedó vacante excepto en los que salió victorioso en el que el segundo cogió su puesto quedándose el segundo vacante; y en la de la clasificación general parcial y final que en ese caso su exclusión supuso que los corredores que quedaron por detrás de él (hasta el 20.º) subiesen un puesto en la clasificación, quedando vacante la vigésima posición. Teniendo su participación solo incidencia en la clasificación por equipos como suele ser habitual en estos casos de expulsión de corredores.
Esta sanción también tuvo incidencia en el UCI World Ranking ya que sus puntos pasaron a otros corredores reestructurándose así no solo la clasificación individual sino la de por equipos y la de por países.